# Ferrovia 2000

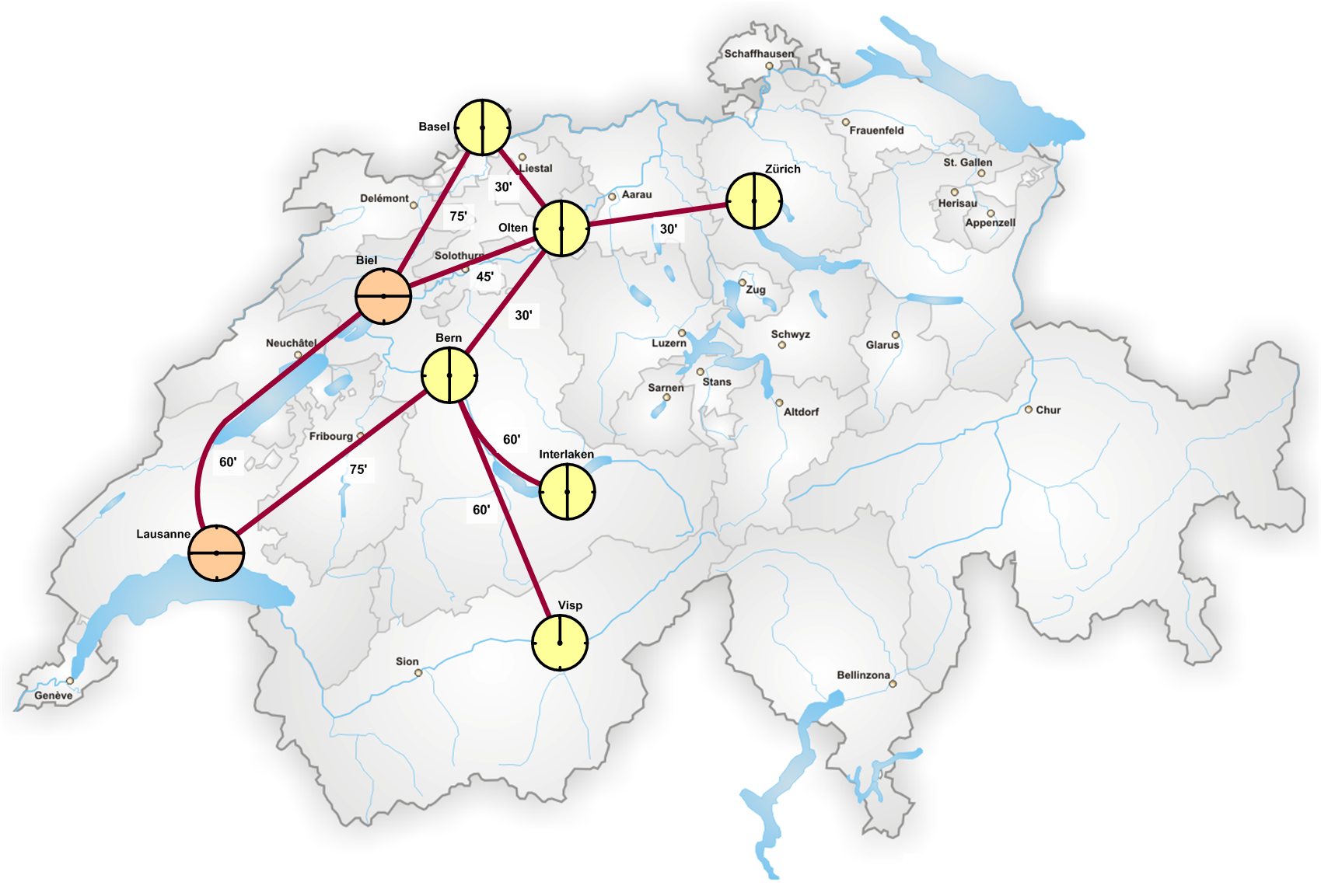
Il sistema dei nodi (2007)

Ferrovia 2000 (in tedesco Bahn 2000, in francese Rail 2000) è un vasto programma di ammodernamento della rete delle Ferrovie Federali Svizzere, che contiene interventi per la velocizzazione e l'intensificazione dei servizi ferroviari, e per il rinnovamento del materiale rotabile. Fu varato nel 1987 con un Decreto federale successivamente ratificato da un referendum popolare.
La prima fase del programma, conclusasi nel 2004, comprende circa 130 interventi infrastrutturali dal costo di circa 5,9 miliardi di franchi.

## Storia

### Prodromi
Come altri paesi dell'Europa occidentale, la Svizzera conobbe a partire dagli anni cinquanta un forte incremento della circolazione automobilistica, con l'insorgere di fenomeni di congestione, particolarmente nelle aree urbane.
A questi fenomeni, il governo federale rispose varando un piano di costruzioni autostradali, a cui furono destinate grandi risorse, a cui non corrisposero investimenti altrettanto ingenti sulla rete ferroviaria. Ad esempio, nel 1970 si destinarono 2.054 milioni di franchi alle costruzioni autostradali, e 368 milioni alle costruzioni ferroviarie. Il risultato fu lo spostamento di traffico dal ferro alla gomma, e in generale l'obsolescenza e la riduzione della rete ferroviaria.
A partire dagli anni settanta, però, cominciarono a cambiare gli orientamenti, ufficialmente e nell'opinione pubblica: ci si rese conto che il trasporto su gomma favoriva fenomeni di inquinamento ambientale e di spreco di energie e di territorio, e che anche la nuova rete autostradale non era in grado di far fronte all'aumento continuo del traffico.
I primi tentativi di potenziamento della rete ferroviaria portarono risultati positivi: fra il 1971 e il 1983 i passeggeri della relazione Berna–Zurigo, servita da treni più veloci e frequenti, aumentarono del 75%. Nel 1982 fu introdotto su tutta la rete l'orario cadenzato, strutturato per nodi, che prevedeva come nodo centrale la stazione principale di Zurigo. Tale struttura costituì un elemento fondante del progetto Ferrovia 2000.

### LaNeue Haupttransversale
Negli anni settanta le FFS proposero un potenziamento dell'asse Berna–Olten–Zurigo, denominato Neue Haupttransversale ("nuova trasversale principale", abbreviato NHT), che avrebbe consentito collegamenti più rapidi e frequenti fra l'ovest e l'est della Svizzera. Tale progetto, ispirato alle linee ad alta velocità francesi, fu tuttavia rivisto, per renderlo compatibile con la rete di collegamenti cadenzati e di nodi d'interscambio che negli stessi anni era in corso d'attuazione. Dagli studi effettuati emerse il progetto Ferrovia 2000.

### Ferrovia 2000
Il progetto fu presentato dal DATEC il 27 marzo 1985 e accolto favorevolmente dai tecnici e dall'opinione pubblica.
Centro del progetto era la creazione nelle principali stazioni di nodi di coincidenza fra le diverse relazioni cadenzate, in cui fosse possibile interscambiare da un treno all'altro, intorno ai minuti .00 o .30 di ogni ora. Pertanto una tratta fra due nodi doveva essere percorsa in un tempo di poco inferiore all'ora o, in alternativa, di poco inferiore alla mezz'ora, secondo lo slogan "Non alla velocità più alta possibile, ma alla velocità più utile possibile".
Il progetto Ferrovia 2000 fu approvato dal Consiglio Federale nel 1986 con un finanziamento di 5,4 miliardi di franchi.

### La prima tappa (2004)

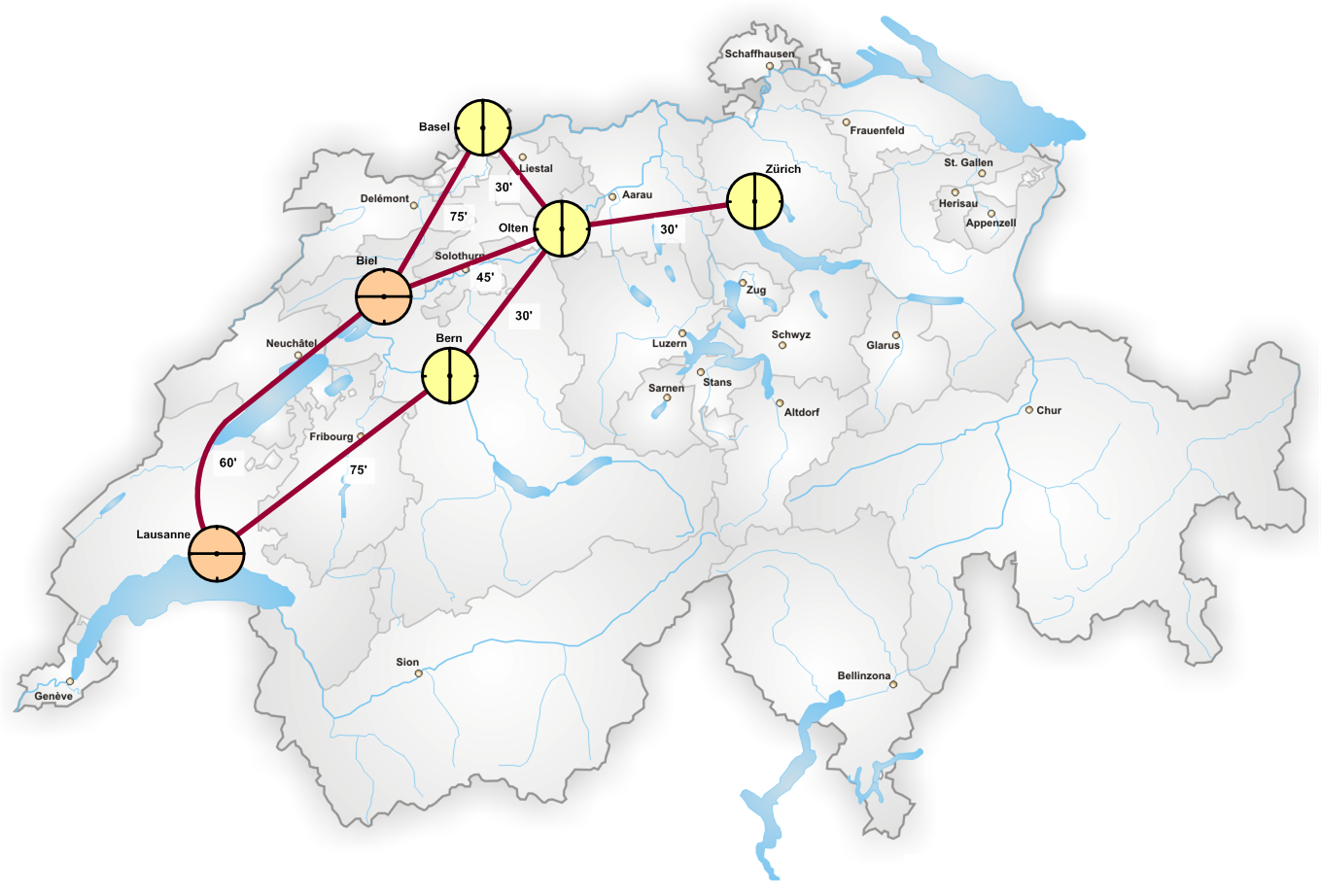
Il sistema dei nodi (2004)

Nel 1992, a causa dell'aumento dei costi, il Consiglio Federale decise di ridimensionare alcuni interventi, e di suddividere il programma in tappe di attuazione.
La prima tappa si concluse il 12 dicembre 2004 con l'attivazione della nuova linea ad alta velocità Mattstetten–Rothrist, che insieme agli altri interventi minori permise di ridisegnare i collegamenti fra le città dell'altopiano svizzero, ora cadenzati con frequenza semioraria.

### Interventi successivi
Nel 2007, nell'ambito del progetto AlpTransit, venne attivata la galleria di base del Lötschberg; tale opera consentì di attivare i nodi di Interlaken (a cui fanno capo le linee dell'Oberland bernese) e di Visp (a cui fanno capo le linee del Vallese).